# Лежниця
Лежни́ця — село в Україні, у Поромівській громаді Володимирського району Волинської області. Населення становить 443 осіб.

## Географія
Село розташоване на правому березі Західного Бугу.

## Історія
У 1906 році село Хотячівської волості Володимир-Волинського повіту Волинської губернії. Відстань від повітового міста 26 верст, від волості 16. Дворів 15, мешканців 90.
12 червня 2020 року, відповідно до розпорядження Кабінету Міністрів України № 708-р «Про визначення адміністративних центрів та затвердження територій територіальних громад Волинської області», увійшло до складу Поромівської сільської територіальної громади.

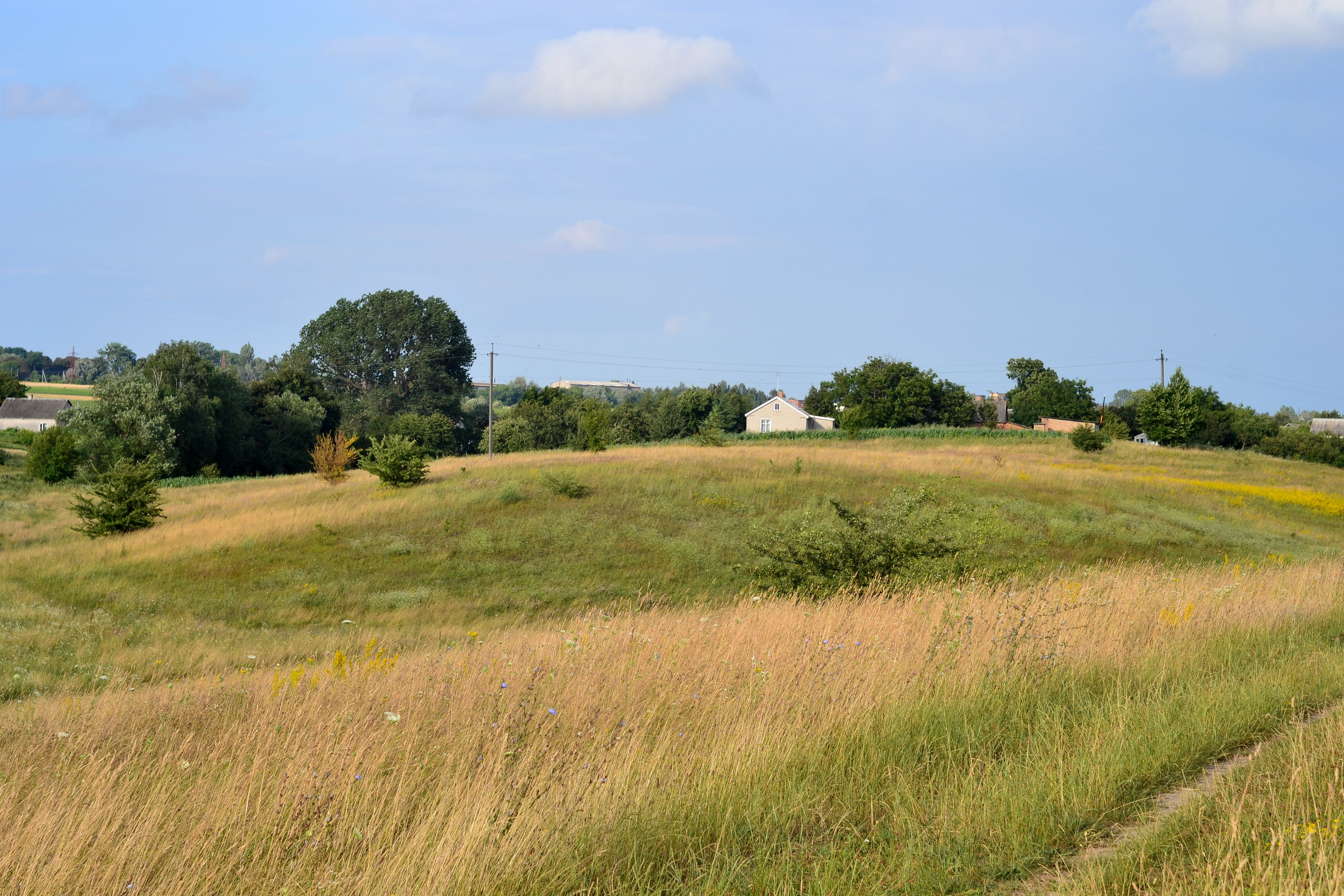
Поселення багатошарове: доба енеоліту, бронзи, раннього заліза та ранньослов'янського часу (за 0,8 км на південний схід від села, в урочищі «Чуб»)

19 липня 2020 року, в результаті адміністративно-територіальної реформи та ліквідації  Іваничівського району, село увійшло до новоутвореного Володимир-Волинського району (від 18 липня 2022 Володимирського).

## Населення
Згідно з переписом УРСР 1989 року чисельність наявного населення села становила 657 осіб, з яких 317 чоловіків та 340 жінок.
За переписом населення України 2001 року в селі мешкали 443 особи.

### Мова
Розподіл населення за рідною мовою за даними перепису 2001 року:
| Мова       | Відсоток |
| ---------- | -------- |
| українська | 99,55 %  |
| російська  | 0,45 %   |